# Emeka Anyaoku
Emeka Anyaoku, właśc. Eleazar Chukwuemeka Anyaoku (ur. 18 stycznia 1933 w Obosi) – nigeryjski polityk, dyplomata i działacz społeczny. W 1983 pełnił krótko funkcję ministra spraw zagranicznych Nigerii, w latach 1990-1999 był sekretarzem generalnym Wspólnoty Narodów. Przewodniczący World Wildlife Fund w latach 2001-2010.
Ukończył filologię klasyczną na Uniwersytecie Londyńskim. Karierę zawodową rozpoczął w Korporacji na rzecz Rozwoju Wspólnoty Narodów. Po uzyskaniu przez Nigerię niepodległości, dołączył do jej służby dyplomatycznej i w 1963 podjął pracę w stałym przedstawicielstwie tego państwa przy ONZ w Nowym Jorku. W 1966 został wicedyrektorem ds. międzynarodowych w Sekretariacie Wspólnoty Narodów. W 1977 został wybrany na zastępcę sekretarza generalnego tej organizacji. Pełnił tę funkcję przez trzynaście lat, z krótką przerwą na kierowanie nigeryjską dyplomacją w rządzie, który został szybko obalony przez wojskowy przewrót. W 1989 zgromadzeni w Kuala Lumpur szefowie rządów państw członkowskich wybrali go na sekretarza generalnego, a w 1995 uzyskał reelekcję.
Oprócz swojej kariery międzynarodowej, Anyaoku przez większość życia udzielał się także w tradycyjnych strukturach ludu Igbo, z którego pochodzi. Zarówno on, jak i jego żona, posiadają prestiżowe tytuły wodzów plemiennych.